# Ignaz Jacob Heger

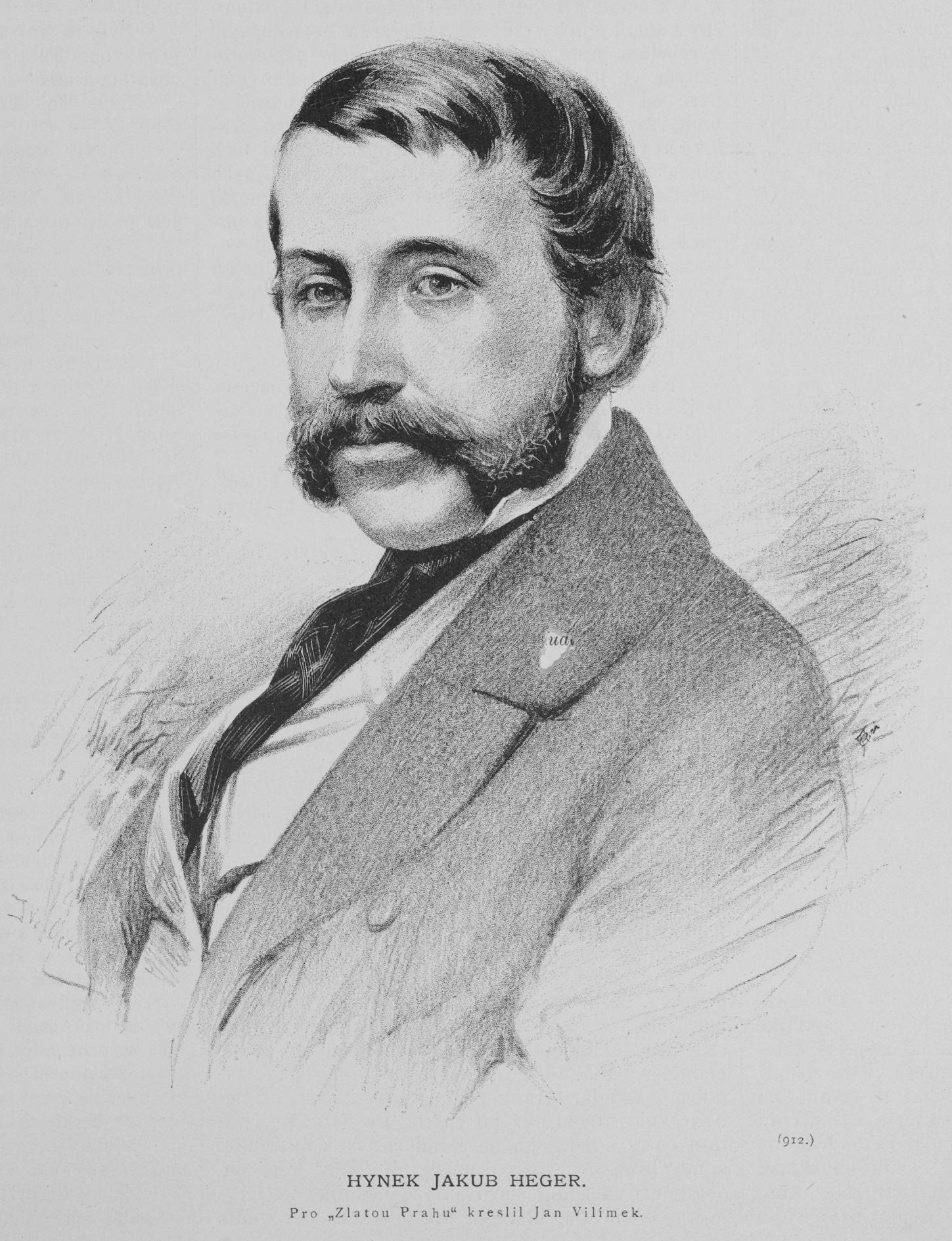
Ignaz Jacob Heger (von Jan Vilímek 1884)

Ignaz Jacob Heger (tschechisch Hynek Jakub Heber; * 5. Juli 1808 in Polička, Böhmen; † 11. Mai 1854 in Wien) war ein böhmisch-österreichischer Stenograph.
Heger war ein Freund von Franz Xaver Gabelsberger. Er gründete im Jahr 1842 die erste Schule für Stenographie in Wien und leitete das erste Parlamentsstenographenbüro. Ab 1844 entwickelte Heger eine Übertragung der Gabelsbergerschen Kurzschrift für die tschechische Sprache und lehrte diese an den Universitäten in Wien und Prag. 1849 erschien seine Kurze Anleitung zur Stenographie für die vier slawischen Hauptsprachen, nämlich Tschechisch, Polnisch, Südslawisch und Russisch. Außerdem lehrte er als Professor am Polytechnischen Institut.
Im Jahr 1894 wurde in Wien-Landstraße (3. Bezirk) die Hegergasse nach ihm benannt.